# Hot Summer
Hot Summer (englisch für „Heißer Sommer“) ist ein Dance-Popsong der deutschen Band Monrose. Die Leadsingle des Albums Strictly Physical wurde von den dänischen Songwritern und Produzenten Remee und Thomas Troelsen geschrieben und am 29. Juni 2007 in Deutschland veröffentlicht.
Die insgesamt dritte Single der Band, war nach Shame der zweite große Hit. Sie erreichte Platz 1 in Deutschland, Österreich und der Schweiz. Hot Summer wurde zu einem der meist heruntergeladenen Songs des Jahres. Aufgrund seines großen Erfolgs wurde der Song auch in Finnland, Holland und Slowenien veröffentlicht, wo er als musikalisches Debüt der Band diente. Im Mai 2008 wurden Monrose mit einem Comet für die Single ausgezeichnet.

## Song
Hot Summer war eine der ersten Kollaborationen, an denen Remee und sein damals neuer Partner Thomas Troelsen 2006 gearbeitet hatten. Das Lied wurde aus insgesamt 300 Stücken als Leadsingle des Albums ausgewählt. Dies geschah ganz bewusst, mit dem Zweck, aus dem „Balladenimage“, das der Gruppe anhaftete, auszubrechen.
Die Mädchen von Monrose bezeichneten das Lied als perfekten „Gute-Laune-Song“:

„Hot Summer ist cool und sexy. Der Song geht sofort in die Beine. Das ist unser Beitrag zu wilden Sommerpartys.“

Obwohl in der Sendung taff bereits ein kleiner Ausschnitt des Lieds gezeigt wurde, hatte der Song erst beim Finale der zweiten Staffel von Germany’s Next Topmodel am 24. Mai 2007 offiziell Premiere. CD und Download enthalten die B-Seite Scream, als auch Remixe von Tai Jason und Beathoavens.

### Textauszug
| „I got a feeling, and I just can’t let it go. Now I can’t stop it, baby, let’s get physical. Just wanna get a bit of good vibrations. And I can feel it in the air. It’s gonna be a hot summer.“ – Refrain, Originalauszug | „Ich habe ein Gefühl, dass ich nicht mehr loswerde. Ich kann nicht aufhören, also lass es uns tun. Möchte nur ein wenig gute Stimmung. Und ich spür es in der Luft. Es wird ein heißer Sommer.“ – Refrain, deutsche Übersetzung |

## Musikvideo
Das Musikvideo zu Hot Summer wurde von Bernard Wedig am 18. Juni 2007 in Berlin gedreht. Das Video wurde zum ersten Mal auf der Webseite der Band vorgestellt; die offizielle Premiere im Fernsehen erfolgte am 28. Juni 2007 auf dem Musiksender VIVA.
Das Musikvideo hat keine spezielle Handlung. Man sieht die drei Frauen von Monrose vor weißen, schwarzen, blauen und roten Hintergründen tanzen, währenddessen sind Szenen von drei tanzenden Männer dazwischen geblendet. In der Bridge des Liedes verschwinden die schwarzen Balken und werden in das Video mit eingebunden, sodass es so scheint, als würden die Mädchen aus dem Video klettern.

## Charterfolge
In der ersten Chartwoche konnten sich Monrose auf Platz 2 den Singlecharts platzieren. In der darauffolgenden Woche kletterte das Lied auf die Spitzenposition und wurde der zweite Nummer-eins-Hit des Trios. Auch in den Downloadcharts erreichte Hot Summer Platz 1, in den Dancecharts Platz 8. Aufgrund seines Erfolges wurde das Lied in Deutschland mit Gold ausgezeichnet.
In Österreich erreichte das Lied sofort Platz 1 und erlangte ebenfalls den Goldstatus; in der Schweiz konnte der Song in seiner fünften Woche an der Spitze der Charts platzieren.
| ChartsChartplatzierungen | Höchstplatzierung | Wochen |
| ------------------------ | ----------------- | ------ |
| Deutschland (GfK)        | 1 (16 Wo.)        | 16     |
| Österreich (Ö3)          | 1 (18 Wo.)        | 18     |
| Schweiz (IFPI)           | 1 (26 Wo.)        | 26     |

## Titelliste der Single
Titelliste der Maxi-Single
1. Hot Summer (Single-Version) (3:28)
2. Hot Summer (Tai Jason-Remix) (3:38)
3. Hot Summer (Beathoavenz-Club-Remix) (3:42)
4. Hot Summer (Mozart & Friends PFM-House-Mix) (3:58)
5. Hot Summer (Nachtwandler Club-Remix) (4:05) (Hidden Track)
6. Scream (3:10)

Titelliste der 2-Track-Single
1. Hot Summer (Single-Version) (3:28)
2. Hot Summer (Beathoavenz-Club-Remix) (3:42)

## Cover und Samples
2009 wurde Hot Summer von der australischen Band Rhys gecovert.
Im selben Jahr (2009) veröffentlichte die aus Taiwan stammende Sängerin Jolin Tsai das Lied Rè Dōng (熱冬), welches ein Sample zu Hot Summer ist. Übersetzt bedeutet das Lied Heißer Winter.
2011 tauchte der Popsong als koreanisches Cover der südkoreanischen Girlgroup f(x) auf, welche eine starke Kontroversität zwischen der westlichen und östlichen Fanwelt auslöste. Später veröffentlichte die Gruppe das Lied auch auf japanischer Sprache.